# NGC 2746
NGC 2746 ist eine Balken-Spiralgalaxie vom Hubble-Typ SBa im Sternbild Luchs am Nordsternhimmel. Sie ist schätzungsweise 314 Millionen Lichtjahre von der Milchstraße entfernt.
Das Objekt wurde am 10. März 1790 von Wilhelm Herschel entdeckt.